# Ahmet Cebe
Ahmet Cebe (sinh 2 tháng 5 năm 1983) là một cầu thủ bóng đá Đức-Thổ Nhĩ Kỳ thi đấu cho Samsunspor.